# Walter Olivera
Pour les articles homonymes, voir Olivera.
Walter Daniel Olivera, né probablement le 16 août 1952 à Parque del Plata (Costa de Oro), en Uruguay, est un joueur et entraîneur de football uruguayen.

## Biographie
Olivera réalise toute sa carrière de joueur de football professionnel comme défenseur, au Club Atlético Peñarol, de 1972 à 1983, et au Clube Atlético Mineiro de 1983 à 1985. Il est le capitaine de l’équipe qui réalise le triplé championnat d'Uruguay-Copa Libertadores-Coupe intercontinentale en 1982,,. 
Parallèlement, il est international uruguayen à trente reprises (1973−1983), marque un but et participe à la Copa América 1975.
D'octobre 1983 à août 1985 il joue pour le Clube Atlético Mineiro de Belo Horizonte en Brésil, et gagne le Championnat du Minas Gerais. D'octobre à décembre en 1985 il en devient l'entraîneur et remporte le championnat du Minas Gerais.
En 1992, il dirige pendant quelques semaines l'équipe première de son club de toujours, Peñarol, avant le recrutement de Gregorio Pérez.

## Palmarès
Joueur
- Coupe intercontinentale (1982)
- Copa Libertadores (1978, 1979, 1982)
- Championnat d'Uruguay (1978, 1979, 1982)
- Championnat du Minas Gerais: 1983

Come entraineur
- Championnat du Minas Gerais: 1985